# 'O vendicatore
'O Vendicatore è l'ottavo album discografico di Mario Merola pubblicato in Italia nel 1972.

## Descrizione
L'album contiene gli stessi brani in ordine diverso tranne uno ('O Vendicatore al posto del brano Passione eterna), dell'album Passione eterna pubblicato lo stesso anno. Nel 1972 venne anche pubblicato uno split album con Mario Trevi, Cumpagno 'e cella, contenente sempre sei brani provenienti da questo album.

## Tracce
1. 'O vendicatore – 3:36
2. Busciarda e bella – 3:16
3. 'E cumparielle – 2:52
4. 'E brillante d'a madonna – 3:27
5. Cumpagno 'e cella – 3:30
6. Caino e Abele – 2:51
7. In nome della legge – 3:00
8. 'O puveriello – 3:25
9. 'O vico – 3:22
10. Napule mio – 2:35
11. 'A dolce vita – 3:06
12. 'O segno 'e Zorro – 4:07